# 최교진
최교진(崔敎振, 1953년 11월 24일~)은 대한민국의 교육인이다. 제2·3·4대 세종특별자치시교육감(2014~)이다.

## 주요경력
- 1981.3.~1984.9. 대천여중 교사
- 1986.1.~1987.2. 충남민주운동청년연합 의장
- 1987.2.~1988.7. 충청민주교육실천협의회 의장
- 1988.7.~1989.6. 강경여중 교사
- 1989.5.~1991.12. 전교조 충남지부장
- 1992.1.~1993.12. 전교조 수석부위원장
- 1994.1.~1998.12. 전교조 충남지부장
- 1998.10.~2003.1. 부여 세도중학교 교사
- 1999.7.~2005.6. 민주평화통일자문회의 자문위원
- 2003.1.~2005.11. 민족화해협력범국민협의회 집행위원장
- 2004.7.~2005.7 자치분권전국연대 공동대표, 자치분권연구소 이사장
- 2005.7.~2008.6. 민주평화통일자문회의 자문위원 상임위원
- 2005.6.~2006.5. 대통령자문 국가균형발전위원회 자문위원
- 2005.11.~2008.8. 한국토지공사 감사
- 2007.8.~2008.7. 대통령자문 국가균형발전위원회 자문위원
- 2008.2.~2010.12. 대전통일교육협의회 회장, 대전통일교육센터 이사장
- 2009.2.~2011.10. 대전충남민주화운동 계승사업회 이사장
- 2011.1.~2011.11. 충청남도 장학회 상임이사
- 2012.4.~2016.4. (사)충남교연구소 이사
- 2013.10.~2014.11 세종교육희망포럼 대표
- 2012.4.~ 현)노무현재단 대전세종충남지역위원회 공동대표
- 2014.7.~ 현)세종특별자치시교육감
- 2020.7.~2022.06 전국시도교육감협의회 회장

## 전과
- 국가공무원법위반: 징역 6월, 집행유예 1년 - 1989년 9월 5일 선고[1]
- 일반교통방해, 업무방해, 집회및시위에관한법률위반, 교원의노동조합설립및운영등에관한법률위반: 징역 1년 집행유예 2년 - 2002년 8월 14일 선고, 2004년 5월 26일 형사면특별복권[1]
- 도로교통법위반(음주운전): 벌금 2,000,000원 - 2003년 12월 29일 선고[1]

## 역대 선거 결과
|  | 27.05% |

|  | 38.17% |

|  | 50.07% |

|  | 30.83% |